# Orangefuchsiger Milchling
Der Orangefuchsige Milchling oder Fuchsigbraune Milchling (Lactarius fulvissimus, Syn.: Lactarius britannicus) ist ein Pilz aus der Familie der Täublingsverwandten. Der mittelgroße Milchling hat einen ziegel- bis orange-braunen Hut und Lamellen, die am Stiel mit einem Zahn herablaufen. Der Hutrand ist meist blasser gefärbt und die Milch verfärbt sich auf einem Papiertaschentuch blass gelblich. Der ziemlich seltene und essbare Milchling wächst in Laub- und Mischwäldern meist unter Rotbuchen. Die Fruchtkörper erscheinen vom Spätsommer bis in den Herbst hinein.

## Merkmale

### Makroskopische Merkmale
Der Hut ist 4–7 cm breit, jung stumpf-kegelig, bald abgeflacht und in der Mitte niedergedrückt. Bisweilen ist der Hut auch schwach trichterförmig vertieft. Die oft leicht fettig wirkende Oberfläche ist jung glatt und später zur Mitte etwas höckerig oder aderig-netzig. Der Hut ist zuerst dunkel rötlichbraun gefärbt und blasst später mehr oder weniger in Richtung orangebraun aus. Der glatte bis schwach wellig geriefte Rand ist meist blasser gelborange gefärbt.
Die vereinzelt gegabelten und ziemlich dicht stehenden Lamellen sind jung weißlich und verfärben sich zunehmend gelblich bis orange-gelblich. Stellenweise können sie rötlich braun anlaufen. Sie sind breit am Stiel angewachsen oder laufen mit einem mehr oder weniger deutlichen Zahn daran herab. Die Lamellenschneiden sind glatt und das Sporenpulver weißlich-gelb bis cremefarben.
Der zylindrische Stiel ist 3–7 (–9) cm lang und 0,5–1,2 cm breit. Er ist innen voll bis markig ausgestopft. Die Stieloberfläche ist glatt und bei jungen Fruchtkörpern cremefarben und orangefarben getönt und häufig weißlich bereift. Im Alter verfärbt sich der Stiel zunehmend rotbraun.
Das weißliche bis cremefarbene und ziemlich feste Fleisch schmeckt mild, aber oft unangenehm oder bitterlich. Der Geruch erinnert ein wenig an den Stink-Schirmling (Lepiota cristata) oder den Eichen-Milchling (Lactarius quietus). Die milde, weißlich-wässrige Milch verfärbt sich auf einem weißen Papiertaschentuch oft etwas gelblich.

### Mikroskopische Merkmale
Die durchschnittlich 6,9–8,2 µm langen und 6,1–7,1 µm breiten Sporen sind rundlich bis breit elliptisch. Der Q-Wert (Quotient aus Sporenlänge und -breite) beträgt 1,1–1,3. Das Sporenornament wird 0,7–1,2 (–1,5) µm hoch und besteht aus feinen, spitzen Warzen und kurzen, gratigen Rippen, die kaum netzartig verbunden sind. Der Hilarfleck ist inamyloid.
Die ziemlich keuligen Basidien messen 32–60 × 10–13 µm und tragen je vier Sterigmen.
Die 30–90 µm langen und 5–9,5 µm breiten Pleuromakrozystiden sind ziemlich selten bis häufig. Sie sind schmal spindelförmig bis fast zylindrisch und oben mehr oder weniger spitz. Die Lamellenschneiden sind steril oder heterogen und tragen wenige bis zahlreiche Cheilomakrozystiden. Diese sind ebenfalls spindelförmig bis zylindrisch und messen 15–50 × 4–8 µm. Häufig sind sie tief in die Fruchtschicht (Hymenium) eingebettet, sodass sie nur schwer zu finden sind.
Die Huthaut (Pileipellis) ist ein Oedotrichoderm, das aus rundlichen oder länglichen bis vielgestaltigen, bis zu 20 µm breiten Zellen besteht. Daraus entspringen haarähnliche, mehr oder weniger aufrecht stehende und herausragende, 15–50 µm lange und 3–9 µm breite Hyphenenden.

## Artabgrenzung
Die Arten der Sektion Mitissimi sind oft nur schwer zu unterscheiden. Besonders leicht kann der Orangefuchsige Milchling mit dem Wäßrigen Milchling (Lactarius serifluus) verwechselt werden. Dieser kommt an vergleichbaren Standorten vor, riecht aber beim Trocknen wie der Kampfer-Milchling deutlich nach Maggi-Würze. Außerdem lässt er sich mikroskopisch dadurch unterscheiden, dass seine Lamellen keine Makrozystiden enthalten und seine Huthaut anders aufgebaut ist. Auch seine Sporen haben ein mehr gratig-netzig verbundenes Ornament.
Ebenfalls ähnlich kann auch der Flatter-Milchling (Lactarius tabidus) sein. Dieser Milchling wächst aber meist unter Birken in Feuchtgebieten und hat ebenfalls eine gilbende Milch. Sein Hut ist kleiner, dünner und meist flatterig verbogen und mehr rotbraun gefärbt.
Der Milchling wird auch häufig mit dem Milden Milchling (Lactarius aurantiacus) verwechselt. Dieser unterscheidet sich aber durch seinen mehr einheitlich gefärbten Hut und die breiter angewachsenen Lamellen, die keinen am Stiel herablaufenden Zahn haben. Außerdem kommt der Milde Milchling bevorzugt in Nadelwäldern unter Fichten vor.
Ebenfalls ähnlich ist der Rotgegürtelte Runzel-Milchling Lactarius rubrocinctus.

## Ökologie und Verbreitung

Verbreitung des Orangefuchsigen Milchlings in Europa. Grün eingefärbt sind Länder, in denen der Milchling nachgewiesen wurde. Grau dargestellt sind Länder ohne Quellen oder Länder außerhalb Europas.

Der Orangefuchsige Milchling ist ein Mykorrhizapilz, der meist mit Rotbuchen eine Symbiose eingeht. Aber auch andere Laubbäume, wie Eichen, Linden, Pappeln und Haselnuss, können als Wirt dienen. In Mitteleuropa findet man ihn auch in seltenen Fällen unter Nadelbäumen.
Der Milchling kommt meist in Rotbuchen-, aber auch in Eichen-Hainbuchen- und anderen Laubmischwäldern vor. Man kann ihn häufig auch in Parks finden. Er mag schwere, mehr oder weniger lehmige Böden, die meist nährstoff- und basenreich sind. Die Fruchtkörper erscheinen zwischen Juni und Oktober.
Der Milchling ist in Europa und Nordafrika (Marokko) verbreitet. In Europa ist er zerstreut bis selten. Im Norden reicht sein Verbreitungsgebiet bis zu den Küstengebieten Zentralschwedens.
Der Milchling ist in Deutschland zerstreut verbreitet und gilt in der Schweiz als selten. Lokal kann der Milchling aber häufiger sein.

## Systematik
Der Orangefuchsige Milchling Lactarius fulvissimus wurde 1954 von Romagnesi beschrieben. Die Art ist synonym mit Lactarius ichoratus (Batsch) Fr., Lactarius subdulcis im Sinne von Lundell & Nannfeldt und Lactarius rubrocinctus im Sinne von Neuhoff (1956). Der Rotgegürtelte Runzel-Milchling L. rubrocinctus Fr. ist allerdings eine eigenständige Art.
Die meisten Autoren halten auch Lactarius britannicus D.A. Reid (Syn.: Lactarius subsericatus Kühner & Romagn.; Lactarius subsericatus f. pseudofulvissimus Bon (1979) ) ebenfalls für synonym, während Bon und M. Basso das Taxon als eigenständige Art anerkennen. Er soll kräftiger rotbraun gefärbt sein, ähnlich wie der Rotbraune Milchling (Lactarius rufus) und seine Milch soll auf einem weißen Tuch gilben. Das sehr seltene Taxon kommt bevorzugt in Bergnadelwäldern unter Fichten und Tannen vor. Er wurde selten in Südwestdeutschland nachgewiesen.

### Infragenerische Systematik
Die Art wird von M. Basso und von Bon in die Sektion Mitissimi gestellt. Die Vertreter der Sektion haben kräftig orange- bis rotbraun gefärbte Hüte und eine weiße, sich nicht oder kaum verfärbende Milch. Das Fleisch schmeckt mild bis schärflich oder bitter. Heilmann-Clausen stellt den Milchling in seine Sektion Russularia, die alle mehr oder weniger rotbraun-hütigen Milchlinge vereinigt.

## Bedeutung
Der Orangefuchsige Milchling gilt als essbar, wird aber meist als geringwertig und wenig schmackhaft bezeichnet.